# Wilhelm Reinhard Frick
Dr Wilhelm Reinhard Frick (ur. 1903, zm. ?) – niemiecki prawnik, członek NSDAP, nadburmistrz Zawiercia w latach 1939–1945.

## Biografia
W 1928 roku ukończył studia na uniwersytecie w Greifswaldzie na podstawie dysertacji Die Chancen des kaufmännischen Unternehmens. W 1933 roku został członkiem NSDAP. Pracował jako miejski radca prawny w Kołobrzegu. Po wybuchu II wojny światowej, po 20 września 1939 roku, przybył do Zawiercia w charakterze komisarza rządowego. Początkowo pozostawił przy władzy Czesława Kowalskiego, a 24 września objął urząd nadburmistrza, zostając jednocześnie szefem lokalnej policji i organizacji partyjnej NSDAP. Po objęciu władzy w mieście zarządził ściągnięcie od Żydów podatku w wysokości 69 tysięcy złotych oraz oddanie przez nich złotych przedmiotów. W listopadzie 1939 roku Frick zarządził zamknięcie szkół średnich. Pod koniec 1939 roku utworzył Judenrat. Stworzył również Urząd Mieszkaniowy, który miał na celu osiedlenie możliwie największej liczby Niemców w mieście. Na początku 1940 roku zlecił konfiskatę i zniszczenie polskich podręczników, oraz zamknięcie na okres dwóch lat szkół podstawowych. 15 maja 1940 roku został zarządcą komisarycznym Wytwórni Banachiewicza. 20 listopada 1940 roku wydał obwieszczenie o zmianie nazw 167 ulic Zawiercia. W maju 1941 roku wydał zarządzenie o utworzeniu w Zawierciu getta żydowskiego.
W połowie stycznia 1945 roku, przed wkroczeniem do miasta wojsk radzieckich, nakazał spalenie niemieckich dokumentów. 17 stycznia wraz ze swoim kierowcą opuścił miasto. Został aresztowany podczas pobytu w brytyjskiej strefie okupacyjnej w sierpniu 1947 roku.